# 臭化エチジウム
臭化エチジウム（しゅうかエチジウム、ethidium bromide）は化学式が C21H20BrN3 と表される有機化合物の塩である。エチジウムブロマイド、エチジウムブロミドともよばれ、EtBr やエチブロと略記されることもある。水にはわずかに溶ける（溶解度 5g/100g）。特にDNAの二本鎖間に挿入されるインターカレーターで、核酸染色剤として分子生物学の分野で頻繁に使われる。紫外線を当てると赤橙色の蛍光を発するが、その強度はDNAに結合することで約20倍になる。獣医学分野では臭化ホミジウム (homidium bromide) と呼ばれトリパノソーマ症の治療薬として用いられている。強い変異原性がある。

## 構造
基本構造はピリジン環に2つのアニリンが縮環した三環系であり、さらにフェニル基と共役π電子系を成している。DNAにインターカレートすることで蛍光が強化されるのは、塩基対の間の疎水的な環境に置かれることが理由だと考えられている。水は効率的な消光剤であるので、水から隔離されることで蛍光が強化されるのである。

## 利用

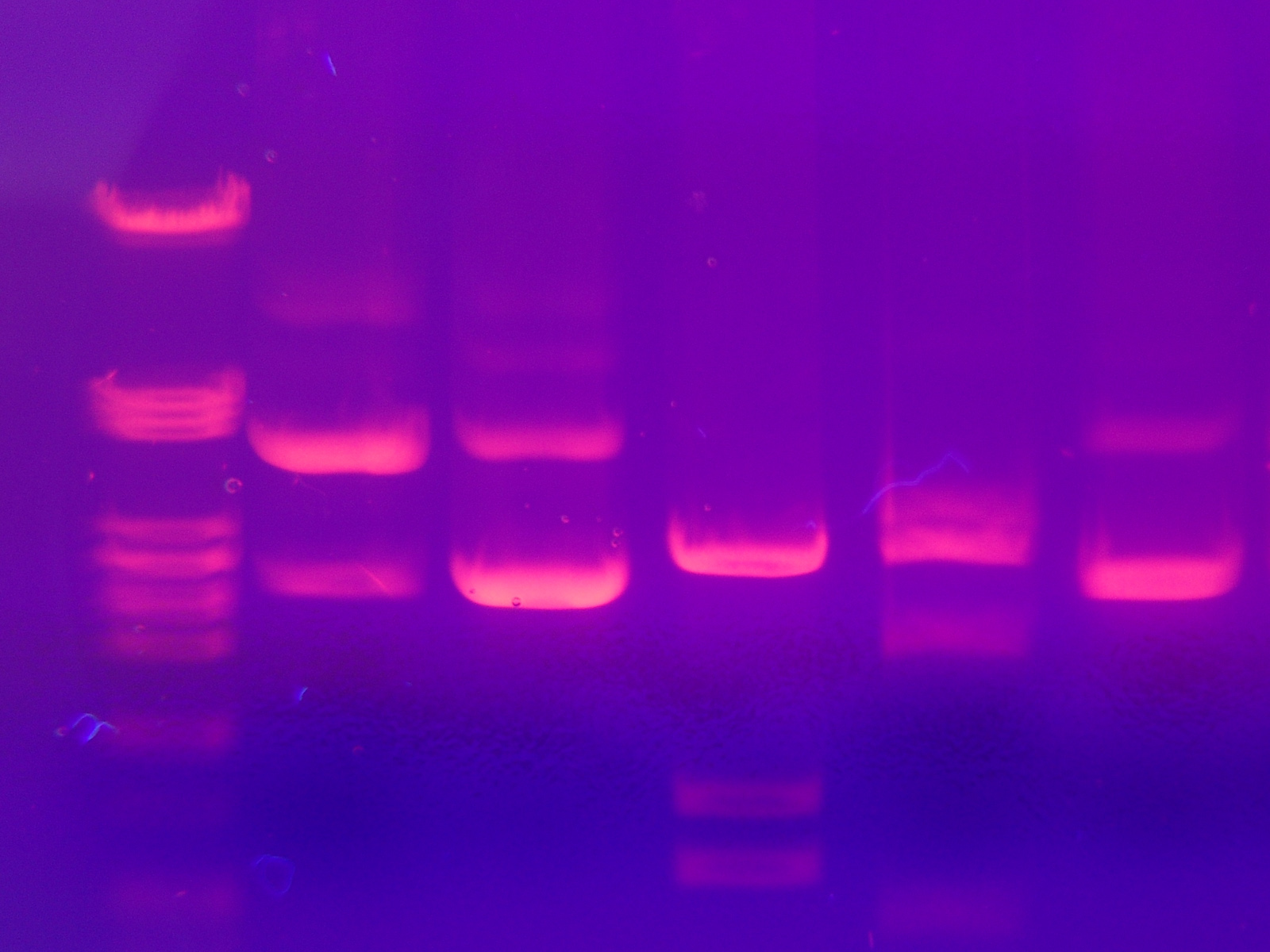
臭化エチジウムを用いたアガロースゲル上のDNA染色・検出写真

核酸に結合して強い蛍光を発するので、特に分子生物学実験における核酸の検出用に使われている。通常はPCR産物や制限酵素処理断片のような二本鎖DNAが検出対象であるが、一本鎖RNAも検出される。これは一本鎖RNAは高次構造をとって分子内で塩基対合を作っており、ここにインターカレートされるからである。
通常はアガロースなどのゲルを用いて電気泳動を行い、ゲルに紫外線を照射して蛍光を検出する。紫外線は目や肌に有害であるため、紫外線をカットするフィルター越しに観察するか、カメラの付いた撮影装置の中で紫外線を照射する。インターカレートされる臭化エチジウムの量はDNA分子の大きさにだいたい比例するので、蛍光の強さでおよそのDNA量を見積もることができる。
塩化セシウム平衡密度勾配遠心法でDNAを分離する際にも使われる。DNAの二重らせんは、臭化エチジウムが1分子インターカレートされるごとに12度巻き戻り、そのため浮遊密度が小さく（軽く）なる。このときDNA分子の性格によってその程度に差が出るため分離が可能になる。例えば無傷の環状プラスミドにはインターカレートされにくいため、ニックの入った環状プラスミドや直鎖状DNAよりも密度が大きくなる。またインターカレートはAT塩基対の多い領域に選択性を示すため、DNA分子のGC含量に応じて分離することができる。この方法でDNA分子のGC含量を定量することもできる。
また染色体の構造異常を顕微鏡で観察する際に、染色体の凝集を和らげる目的で使われる。

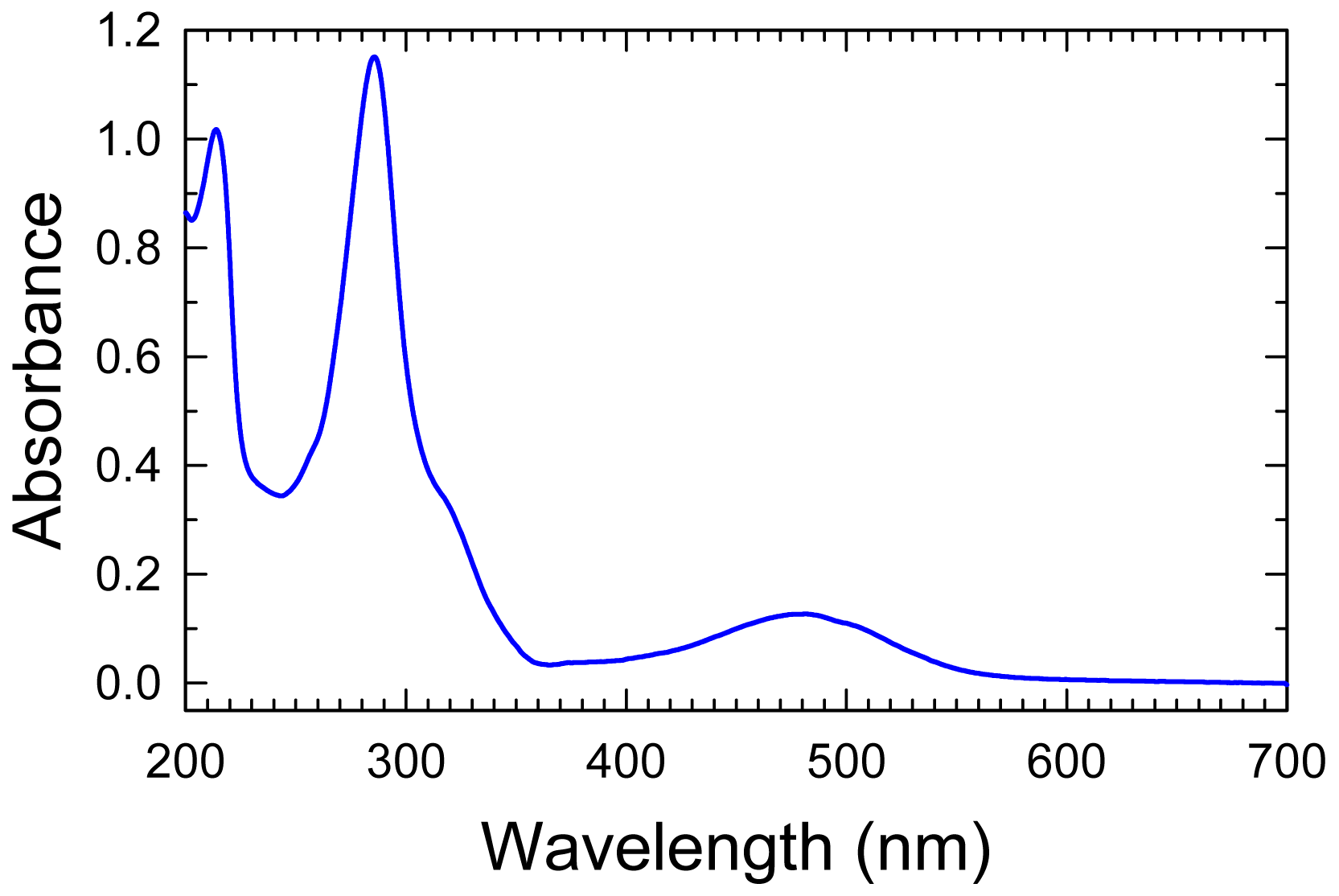
臭化エチジウムの紫外可視吸収スペクトル

## 危険性
強い変異原性があり、また皮膚・眼・粘膜などへの刺激性がある。二本鎖DNAにインターカレートして、DNAの複製や転写を阻害することにより変異原性を示すと考えられている。この強い変異原性のため、発癌性および催奇性があると考えられているが、直接の証拠はない。

### 取り扱い
吸い込むことを防ぐため、臭化エチジウムの粉末やエアロゾルが発生する可能性がある作業はキャビネット内で行うべきである。また直接触れないように常にゴム手袋を着用して取り扱う必要がある。

### 対処
皮膚や眼についた時には大量の水で15分以上洗い流す。分子が大きく正電荷を持っているため、皮膚への浸透はそれほど早くない。もし吸い込んだり飲み込んだりした場合にはすぐに医師に相談する。こぼした時には、吸着させて密封したうえで医療廃棄物やバイオハザード焼却ゴミとして捨てる。

### 廃棄
活性炭に吸着させて焼却する。脱色剤などで処理する方法もあるが、変異原性が残存することが知られているので良くない。

### 代替品
ゲル電気泳動でのDNA検出用途では、高価だがより安全な代替品としてSYBR系の色素を用いることができる。例えばSYBR Green Iは二本鎖DNA特異的に強い緑色蛍光を発する色素であり、臭化エチジウムよりも検出感度が高くなる。青色光で励起するため紫外線を使わなくてよいこと、Ames試験において臭化エチジウムよりもはるかに変異原性が低いとされることから、より安全だと考えられている。ただし通常DMSO溶液となっているため、臭化エチジウム水溶液よりも効率的に皮膚へ浸透する点に注意が必要である。